# Ногарола (семья)

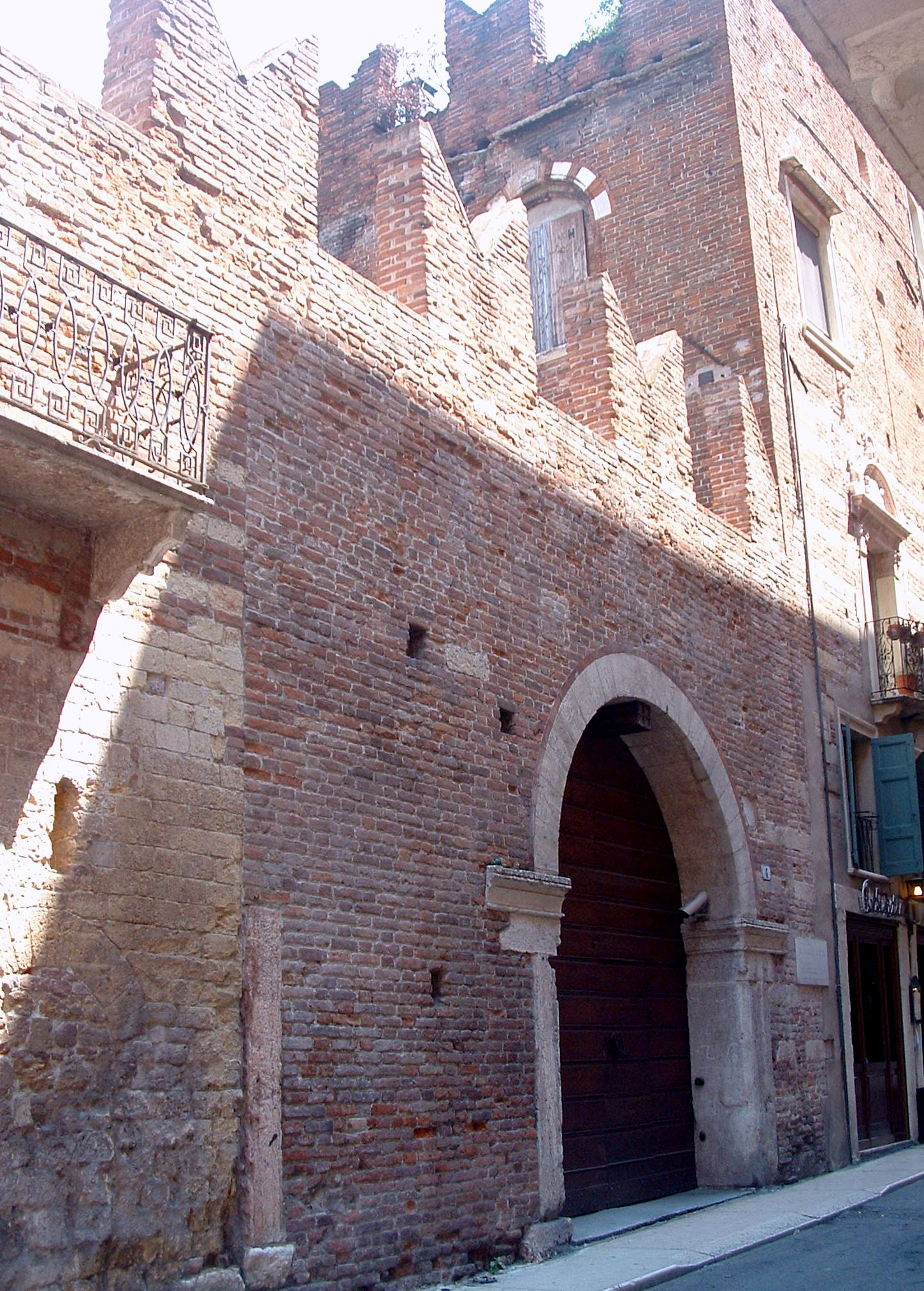
Дворец семьи Ногарола в Вероне сегодня известен как «Дом Ромео»

Ногарола (итал. Nogarola) — графский род в Вероне, Италия, гибеллины, союзники веронских герцогов Скалигеров (делла Скала). Некоторое время владели городом Кальдьеро, а с XIV по XX века — приобретенным у Скалигеров Кастель Д'Аццано (6 км от Вероны), где находится Вилла Виолини Ногарола (Villa Violini Nogarola). Самым известным представителем фамилии является гуманистка Изотта Ногарола.
Род имел франкские корни, переселившись в Италию в X веке и обосновавшись в Вероне под покровительством Скалигеров. По некоторым предположениям, к этой семье принадлежал знаменитый епископ Огнибене (Vescovo Ognibene, ум. ок. 1185). В 1452 году император Фридрих III даровал фамилии Ногарола титул графов Священной Римской империи (их владениям Баньоли и Колоньола), этот дар был подтвержден в XVI веке императорами Максимилианом I и Максимилианом II. Также с XIII века Ногарола владели правами на Кастель Д'Аццано, что было подтверждено новыми хозяевами Вероны — Венецианской республикой в 1405 году. Имел усыпальницу в церкви Сан-Лоренцо. В 1410 году этот род вошёл в совет Nobile Consiglio patrio. Графский титул Священной Римской империи был подтвержден австрийским императором в 1820 году. Род заглох в 1-й половине XX века.
Согласно одной из версий, семья имеет отношение к сложению истории о Ромео и Джульетте: герцог Бартоломео II делла Скала влюбился в девушку из рода Ногарола, которая отдала предпочтение молодому человеку из семьи Маласпина. Бартоломео убили, а тело, завернув в плащ и бросили на ступени особняка Ногарола. Брат убитого Антонио делла Скала арестовал обоих возлюбленных и членов их семей, подверг пыткам, но никто ни в чём не признался, а общественная молва обвиняла в смерти Бартоломео самого Антонио. Возлюбленные умерли под пытками. Антонио через некоторое время был выгнан из Вероны династией Висконти. В XIV веке веронский дворец, ныне считающийся «Домом Ромео», принадлежал семейству Ногарола, затем он был конфискован правителем Кангранде I Делла Скала, а после падения этой правящей династии, вернулся к своим прежним хозяевам. В XV веке Ногарола продали свой дворец, после чего этот комплекс был разделён между несколькими владельцами.

## Представители
- Антонио Ногарола, в 26 октября 1227 года был убит одновременно со своим другом — герцогом Мастино I делла Скала .
- В начале XIII века жили Байлардино и Антонио Ногарола, сын кавальеро Иснардо
- Пьетро Ногарола был консулом и советником Вероны
- Антонио был подестой Трента.
- Байлардино Ногарола — в 1307 году этот советник и родственник императора Генриха VII заставил представителей династии Скалигеров Альбоино и Кангранде поклясться в верности императору и намерении управлять городом Вероны от имени Священной Империи, затем в присутствии толпы он вручил им штандарт города с красным крестом на белом поле. Этот Байлардино был послан затем послом к императорскому двору, затем к другим государям, также он правил Виченцей. Был женат на Катерине Скалигер, спустя несколько лет создал императорское наместничество в Бергамо.
- Динадано Ногарола, построивший в 1310 году в Кастель Д’Аццано церковь Благовещения. Был наместником Скалигеров во многих местах.
- Антонио Ногарола воевал в XIV веке с кондотьером Кангранде I делла Скала.
- Лючия Ногарола, жена Париде Лодрона, мать кондотьера Джорджио Лодрона (Giorgio Lodron, 1400—1461)
- Антония Ногарола — дочь Занфредо Ногарола и Паолы Бонкарри, родилась в 1308 г., учила греческий и латынь, вышла замуж в 1328 г. за Сальватико Боннакольто из Мантуи. Писала прозу и стихи, заслужила славу как писатель, хотя ничего из её сочинений до наших дней не дошло[5]
- Джованни Ногарола, 1416 год[6]

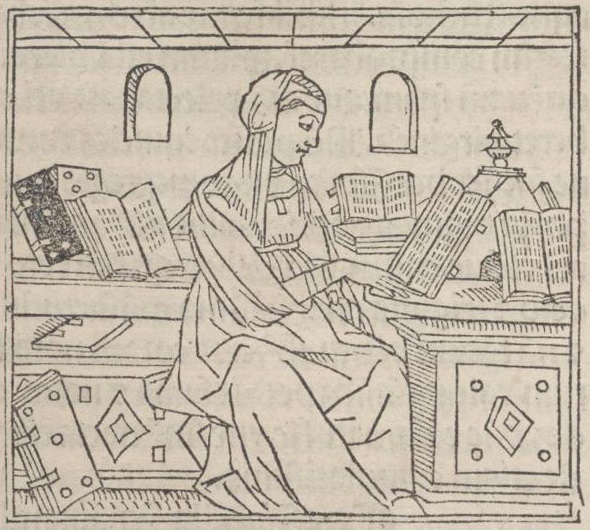
Изотта Ногарола за чтением, гравюра на дереве, 1497

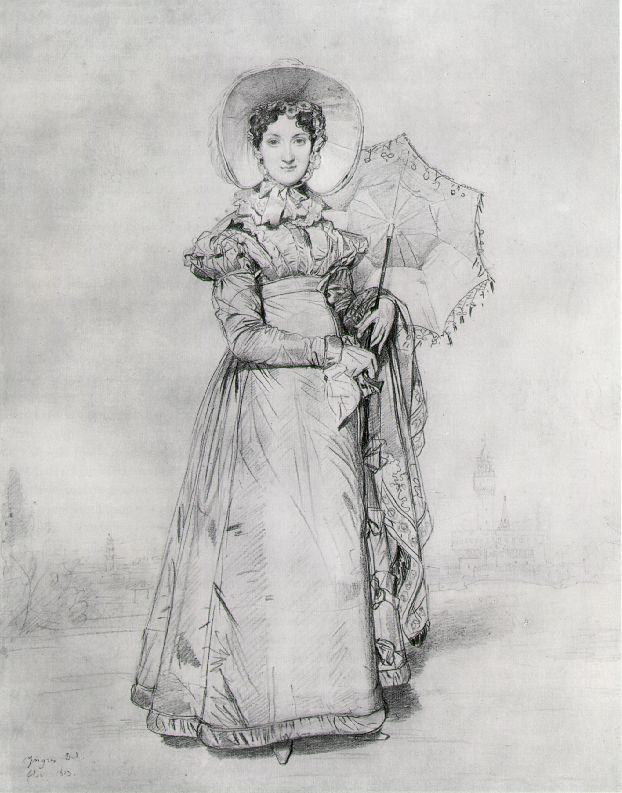
Тереза Ногарола работы Ж. О. Энгра, 1823

- Анжела д'Арко Ногарола (Аньола) — родилась ок. 1360, умерла 1420/1430 гг. Её поэма к Джан Галлеаццо Висконти датируется 1387. Была знакомой Антонио Лосчи (Antonio Loschi) и возможно его ученицей. В 1396 году вышла замуж за Антонио, графа д’Арко, после брака продолжила писать латинские стихи по различным случаям, также как и до свадьбы. В своих стихах к правителю Римини, Пандульфо Малатеста она просит вернуть его свою книгу, любопытно, что она использует строчки Виргилия, Овидия, Горация, Лукана и Петрарки, создавая таким образом некий гипертекст и демонстрируя свою эрудицию. Также написала Liber de Virtutibus на политическую тему. Другое из её сохранившихся стихотворений является ответом на обвинения Никколо де Фачино, что она не настоящий автор другого стихотворения, посланного ему перед этим[5].
- Леонардо Ногарола, брат Анжелы, женат на Бьянке Борромео (сестре гуманиста кардинала Борромео). Их дети, всего семеро:
  - Изотта Ногарола (1418—1466) — ренессансная писательница и интеллектуал.
  - Джиневра Ногарола, её сестра, бабушка ренессансной поэтессы Вероники Гамбары.
  - Леонардо Ногарола, францисканский теолог из Вероны, горячий сторонник Непорочного Зачатия, сочинил официум (тексты бревиария для священников) в честь Непорочного Зачатия Девы Марии, который был утвержден в 1476 г. Папой Сикстом IV.
  - а также Лаура (замужем за дожем Николо Троно), Бартоломмея, сыновья Антонио, Лодовико. Данный Лодовико имел двух дочерей:
    - Джулия (род. ок. 1420) училась у своей знаменитой тетки Изотты классическим языкам. Отказавшись выйти замуж, она приняла постриг в монастыре св. Клары в Вероне. Была известна как математик.
    - Изотта, вторая дочь Лодовико, названная в честь тетки, вышла замуж за Лукаса Брембати из Бергамо и родила дочь по имени Изотта Брембати Грумелла, которая также будет известна своей начитанностью. Все это, если брать примеры Анжелы и в предыдущем поколении поэтессы Антонии Ногарола, показывает устойчивую традицию женского образования в этом семействе, что было не типичным для Ренессанса.
- Юлия Каносса Ногарола, супруга графа Бевилаква (Bevilacqua) Грегорио II (1497—1564). Приходилась потомком знаменитой средневековой графине Матильде Тосканской. Супруги заказали портрет Матильды у Пармиджанино.
- Лодовико Ногарола (Lewis) (ум. 1559) автор Platonicae quaestiones in Latinum conversae Lud. Nogarola interprete. 1551; Plutarchus: Platonicae questiones a Ludovico Nogarola in Latinum conversae. 1551; Lodovico Nogarola : Lectiones in libros Aristotelis de Coelo; Adversaria (манускрипты). Присутствовал на Тридентском соборе, посол Вероны в Венецию[7][8]
- Изабелла Ногарола Вальмарана, для которой в 1565 году Андреа Палладио в Виченце построит палаццо Вальмарана
- Фредерико Ногарола — потомок брата Изотты, осуществивший в 1563 году издание её трудов, а также работ Лодовико.
- Некий Ногарола, военачальник и участник Веронской пасхи 1797 года — восстания города против Наполеона.
- Тереза, графиня Ногарола (1790—1874, La Belle Thérèse, Contessa Apponyi), дочь графа Ногарола, губернатора Мюнхена, с 1818 супруга австрийского посланника в Париже графа Антона Аппоньи (Anton Apponyi), карандашный портрет в 1823 году исполнен Энгром.  Их сын граф Рудольф Надь-Аппоньи (1812—1876) был женат на Анне Александровне Бенкендорф (1818—1900), дочери А. Х. Бенкендорфа и племяннице княгини Ливен[9].
- Антонио Ногарола управлял городом Кастель Д’Аццано в 1889 году.
- Лодовико Виолини Ногарола стал его наследником. Семья владела виллой Виолини Ногарола до 1927 года, после чего умер последний наследник, Италия была аннексирована, в вилле расположилась военная тюрьма и все владения пришли в упадок.

## В литературе
- Bartolomeo Signori. Estella da Nogarola o sia la signoria dei Torriani abbattuta dai Visconti (1842). Исторический роман из жизни XIII века о любви Эстеллы Ногарола и Родольфо Монтебальдо
- Исторический роман The Brothers // The Metropolitan Magazine, 1842. Исторический роман о братьях Бартоломео и Антонио делла Скала, герцогах Вероны